# Pharaphodius aprilis
Pharaphodius aprilis är en skalbaggsart som beskrevs av Bordat 1988. Pharaphodius aprilis ingår i släktet Pharaphodius och familjen Aphodiidae. Inga underarter finns listade i Catalogue of Life.